# Fennimore und Gerda
Fennimore und Gerda (en alemany, Fennimore i Gerda) és una òpera en alemany en onze imatges i quatre interludis, amb música de Frederick Delius, Normalment es representa i es grava en anglès, com Fennimore and Gerda, en una traducció de Philip Heseltine. El llibret en alemany, del mateix compositor, es basa en la novel·la Niels Lyhne de l'escriptor danès Jens Peter Jacobsen. Delius va començar a escriure Fennimore und Gerda el 1908; va acabar el 1910, però l'estrena, que es pretenia que fos a Colònia, es va veure retardada per la Primera Guerra Mundial i no va tenir lloc fins al 21 d'octubre de 1919 a l'Opernhaus de Frankfurt del Main. Va ser l'última òpera del compositor.

## Personatges
| Personatge  | Tessitura    | Repartiment de l'estrena, 21 d'octubre de 1919 (Director: Gustav Brecher) |
| ----------- | ------------ | ------------------------------------------------------------------------- |
| Niels Lyhne | baríton      | Robert von Scheidt                                                        |
| Erik        | tenor        | Erik Wirl                                                                 |
| Fennimore   | mezzosoprano | Emma Holt                                                                 |
| Gerda       | soprano      | Elisabeth Kandt                                                           |
| Cònsol      | baix         | Walter Schneider                                                          |